# Demokratyczna Partia Kosowa
Demokratyczna Partia Kosowa – kosowska partia polityczna o charakterze konserwatywnym.
Powstała na bazie Wyzwoleńczej Armii Kosowa. Doszła do władzy w wyniku wyborów w 2007 r. Współtworzy koalicję rządową z DLK Przywódcą partii jest od 2012 Kadri Veseli.